# Maleizen
Maleizen is een deel van de Belgische gemeente Overijse.
Maleizen ligt in de provincie Vlaams-Brabant.
De congregatie van de Servi Jesu et Mariae hebben er een huis aan de Terhulpensesteenweg in het Oude Klooster Maleizen.

## Geschiedenis
Maleizen is -mogelijk al in de 12e eeuw- ontstaan uit een bos- en heideontginning. In 1310 werd een kapelanie, gewijd aan Sint-Judocus, opgericht. Ten zuiden van Maleizen lag nog een stuk van het Zoniënwoud dat echter door de Generale Maatschappij van België werd verkocht en daarna verkaveld.
In de 19e eeuw vestigde zich de familie Michiels in Maleizen. Deze was eigenaar van ondernemingen als Côte d'Or. De familie zorgde ervoor dat er een klooster kwam (1868), evenals een feestzaal en een basisschool. In 1864-1868 werd een spoorlijn aangelegd en kreeg Maleizen een station. In de omgeving daarvan werden villa's gebouwd. De grootste villa's stonden in de wijk La Corniche. In 1964 gingen de villawijken, samen met het station, over naar Terhulpen in het Waals Gewest.
In Maleizen is sprake geweest van druiventeelt en er zijn nog serristenwoningen te vinden. In 1903 werd dan nog het Meer van Genval aangelegd. Ook hieromheen verrezen villa's en andere recreatie-objecten, vooral aan Waalse zijde in de tot de gemeente Rixensart behorende plaats Genval.

## Bezienswaardigheden
- De Sint-Judocuskerk dateert van 1867 en is een driebeukige bak- en natuurstenen kerk. Ze heeft een ingebouwde westertoren en een koor met halfronde apsis. Het interieur werd in 1966 grondig gewijzigd door pater-architect Geroen De Bruycker.

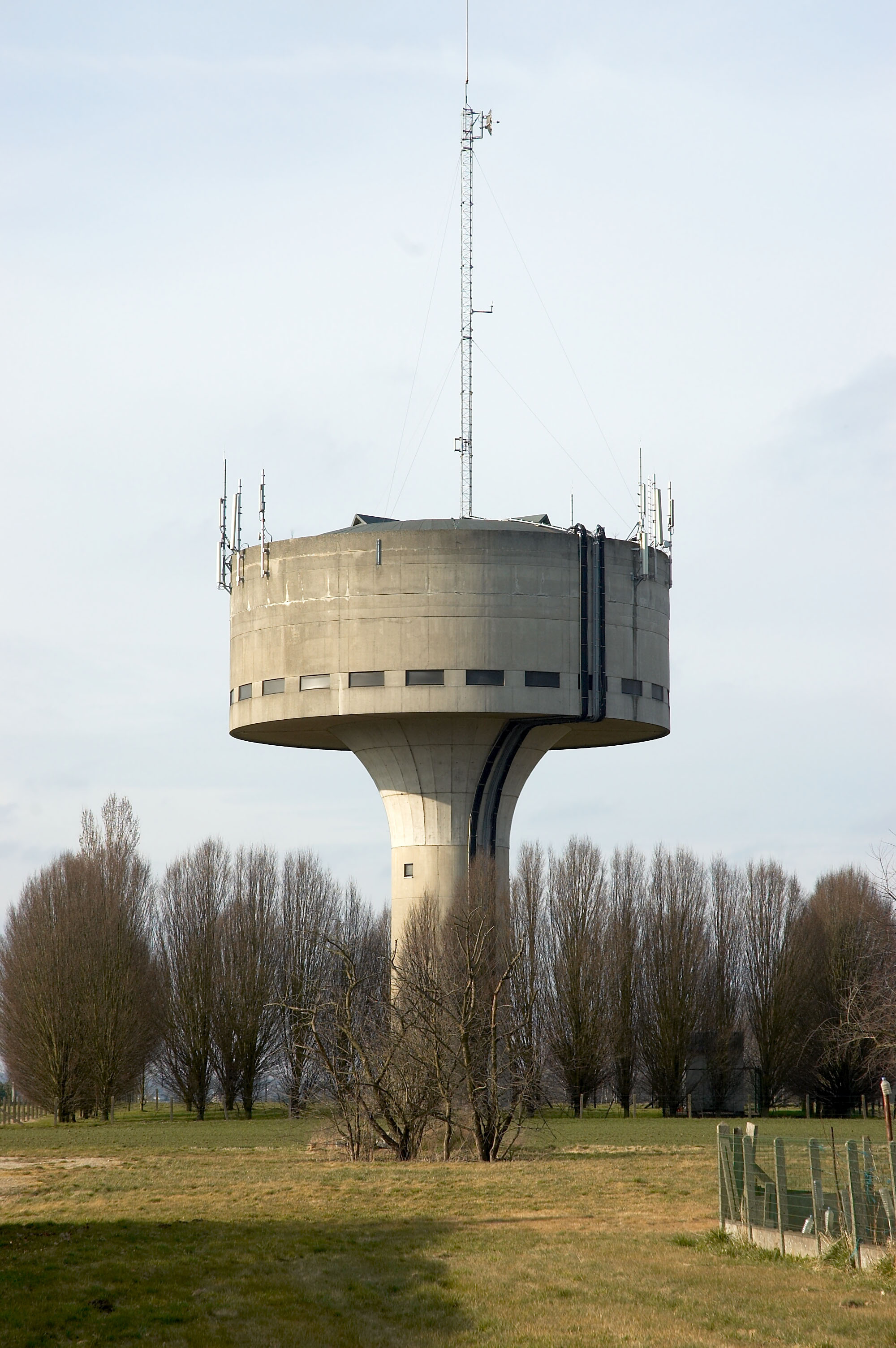
Eerste watertoren
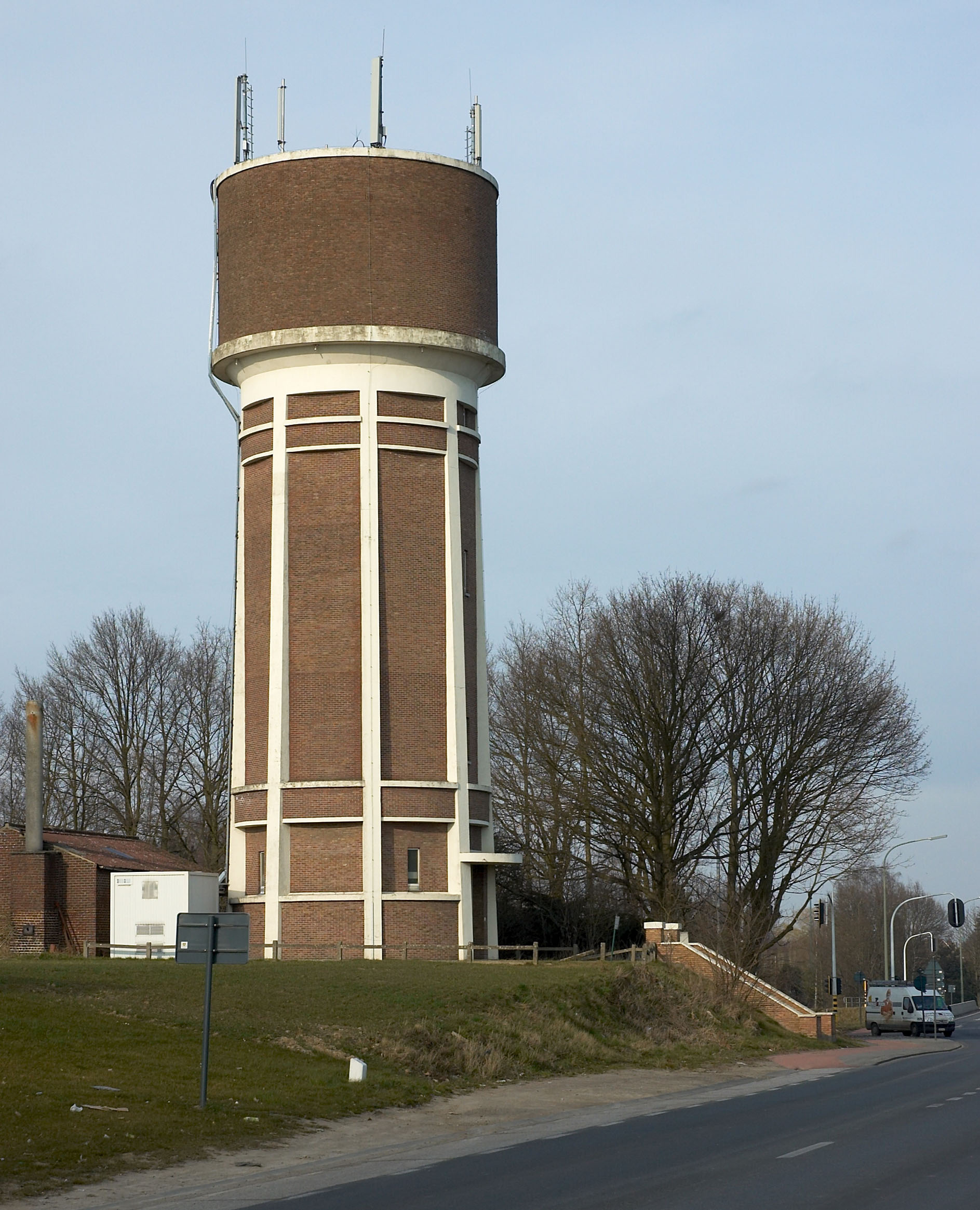
Tweede watertoren

## Nabijgelegen kernen
Overijse, Hoeilaart, Terhulpen, Genval, Rixensart